# Chagodoshcha
El Chagodoshcha ( en ruso: Чагодоща, también conocido como Chagoda, en ruso: Чагода ) es un río en el raión de Boksitogorsky de la óblast de Leningrado y en los raiones de Chágoda, Babáyevo y Ústiuzhna de la óblast de Vólogda en Rusia. Es un afluente izquierdo del Mologa. Tiene 242 km de largo, y el área de su cuenca es de 9680 km². Los principales afluentes son el Lid (izquierda), el Pes (derecha) y el Vnina (izquierda).
El nacimiento del Chagodoshcha se encuentra en el sureste del óblast de Leningrado, al sur de la ciudad de Pikalyovo. El río fluye en dirección sureste y entra en el óblast de Vólogda, donde recibe el Goryun por la izquierda. En la provincia de Vólogda, el Chagodoshcha gira hacia el este y recibe el Lid por la izquierda y, justo aguas arriba del asentamiento de Chágoda, el Pes por la derecha. El asentamiento de tipo urbano de Chágoda está situado en ambas orillas del Chagodoshcha. El río atraviesa el raión de Chágoda de oeste a este, y posteriormente discurre en la frontera entre los raiones de Babáyevo (norte) y Ústiuzhna (sur), gira hacia el noreste y entra en el raion de Babáyevo, donde acepta el Vnina por la izquierda. A continuación, gira hacia el sureste y entra en el raión de Ústiuzhna. La desembocadura del Chagodoshcha se encuentra en el asentamiento de Imeni Zhelyabova.
La cuenca del río Chagodoshcha comprende la parte oriental del distrito de Boksitogorsky de la provincia de Leningrado, la parte nororiental del distrito de Khvoyninsky de la provincia de Novgorod, así como toda la zona del distrito de Chagodoshchensky, el sur del raión de Babáyevo y zonas menores del raión de Ústiuzhna, todo ello en la provincia de Vologda.
Tanto el raión de Chágoda como su centro, el asentamiento de tipo urbano de Chágoda, llevan el nombre del río.
Una gran parte del curso inferior del Chagodoshcha, aguas abajo de la desembocadura del río Goryun, pertenece al sistema de agua Tikhvinskaya, uno de los canales construidos a principios del siglo XIX para conectar las cuencas fluviales del Volga y el Neva. Actualmente no se utiliza para ninguna navegación comercial.